# 805

سنة 805 كانت سنة بسيطة تبدأ يوم الأربعاء حسب التقويم اليولياني.

## مواليد
- الأغلب بن عبد الله الأغلبي أمير صقلية.
- بني موسى

## وفيات
- الكسائي - إمام القراء والنحويين في زمانه في الكوفة. (ولد 737).
- محمد بن الحسن الشيباني - صاحب الإمام أبي حنيفة.
- أبو اليقظان سحيم بن حفص